# Allpassfilter
Ein Allpassfilter, auch nur Allpass genannt, ist ein elektrischer Filter, das im Idealfall für alle Frequenzen einen konstanten Betragsfrequenzgang aufweist, während die Phasenverschiebung von der Frequenz abhängt. Allpässe werden unter anderem in nachrichtentechnischen Systemen zur Signalentzerrung oder zur Erzeugung von Laufzeiten bzw. Totzeiten verwendet.

## Allgemeines
Allpässe weisen für alle Frequenzen die gleiche Amplitude auf; die Phasenverschiebung ist jedoch frequenzabhängig. 
Diese Eigenschaft kann zur Signalverzögerung und Phasenentzerrung verwendet werden. Es können damit frequenzabhängige Phasenverzögerungen kompensiert oder verstärkt werden. 
Weiter werden Allpässe näherungsweise zur Hilberttransformation eingesetzt, um aus einem reellwertigen Signal ein analytisches Signal zu erzeugen. Bei der Hilberttransformation wird das Spektrum eines Signals in einem bestimmten Frequenzband um π/2 (90°) in der Phase gedreht. Jene Allpässe werden auch als „Hilbert-Transformator“ bezeichnet und werden, da sie in analogen elektrischen Schaltungen nur mit größerem Aufwand zu realisieren sind, bevorzugt im Bereich der digitalen Signalverarbeitung eingesetzt.
Allpässe können als passives Filter, als analoges aktives Filter, als Oberflächenfilter oder im Rahmen der digitalen Signalverarbeitung als zeitdiskrete Digitalfilter realisiert werden. Elektrische Leitungen selbst stellen einen Allpass dar, denn sie verzögern Signale um einen Betrag, der sich aus Länge, Kapazitäts- und Induktivitätsbelag ergibt.
Allgemein weisen Allpässe folgende Beziehungen auf:
- Ein Allpass der Ordnung n hat n-Phasendrehungen entlang der Frequenzachse.
- Ein nicht minimalphasiges System kann in ein minimalphasiges Teilsystem und in einen Allpass aufgeteilt werden.

### Pol- und Nullstellen
Die Übertragungsfunktion kontinuierlicher Allpässe, wie sie in Form analoger Schaltungen realisiert werden, haben in Paaren auftretende Null- und Polstellen im Pol-Nullstellen-Diagramm, die symmetrisch zur vertikalen jω-Achse in der s-Ebene liegen. Dabei liegen alle Nullstellen auf der rechten Halbebene, was den nicht minimalphasigen Phasengang bewirkt. Beispielsweise ist in der s-Ebene der Pol bei −2+2j mit der Nullstelle 2+2j gepaart. 
Bei zeitdiskreten Allpässen, angewendet im Bereich der digitalen Signalverarbeitung, liegen nach Anwendung der z-Transformation alle Pole innerhalb und alle Nullstellen außerhalb des Einheitskreises in der komplexen z-Ebene. Die Pol- und Nullstellen treten dabei paarweise gespiegelt am Einheitskreis auf. Ein Pol innerhalb des Kreises hat eine Nullstelle außerhalb zur Folge. Beispielsweise ist in der z-Ebene der Pol bei 1/2 mit der Nullstelle bei 2 gepaart.
Im Spezialfall reellwertiger Koeffizienten sind Pol- und Nullstellen entweder rein reell, oder paarweise komplex konjugiert. Für diskrete reelle Allpässe heißt das also: Ist {\displaystyle z_{0\nu }} eine Nullstelle, dann ist {\displaystyle z_{0\nu }^{*}} auch eine Nullstelle. Ist {\displaystyle z_{\infty \nu }} eine Polstelle, dann ist {\displaystyle {\frac {1}{z_{\infty \nu }^{*}}}} eine Nullstelle.

### Übertragungsfunktion
Die Übertragungsfunktion H1(s) eines zeitkontinuierlichen Allpasses 1. Ordnung bzw. H2(s) eines Allpasses 2. Ordnung ist:
{\displaystyle H_{1}\left(s\right)={\frac {1-{\frac {s}{\omega _{0}}}}{1+{\frac {s}{\omega _{0}}}}},\qquad H_{2}\left(s\right)={\frac {1-{\frac {2\xi }{\omega _{0}}}\cdot s+{\frac {s^{2}}{{\omega _{0}}^{2}}}}{1+{\frac {2\xi }{\omega _{0}}}\cdot s+{\frac {s^{2}}{{\omega _{0}}^{2}}}}}}
Höhere Ordnungen entstehen, indem weitere Paare von Pol-Nullstellen zur Übertragungsfunktion hinzugefügt werden. Ein Allpass n-ter Ordnung ist gegeben durch:
{\displaystyle H_{n}\left(s\right)={\frac {\prod _{i=1}^{n}\left(1-a_{i}s+b_{i}s^{2}\right)}{\prod _{i=1}^{n}\left(1+a_{i}s+b_{i}s^{2}\right)}}=e^{j\varphi }}
mit den allgemeinen Koeffizienten ai und bi. Die im zweiten Ausdruck auftretende Phasenverschiebung φ ist eine Funktion der Kreisfrequenz ω mit s = j·ω mit folgendem Bezug:
{\displaystyle \varphi \left(\omega \right)=-2\sum _{i=1}^{n}\operatorname {arctan} {\frac {a_{i}\omega }{1-b_{i}\omega ^{2}}}}
Da der Frequenzgang idealerweise konstant ist, ergibt die Festlegung einer 3-dB-Grenzfrequenz im Betragsfrequenzgang keinen Sinn. Allpässe werden über die Gruppenlaufzeit Tgr als Funktion der Kreisfrequenz ω charakterisiert. Als Grenzfrequenz wird dabei üblicherweise das Absinken der Gruppenlaufzeit auf das {\displaystyle 1/{\sqrt {2}}} im Bezug zu dem Grenzwert der Gruppenlaufzeit bei der Frequenz 0 Hz festgelegt.

## Arten

### Aktive analoge Implementierung
In untenstehender Abbildung ist unter anderem ein aktiver, analoger Allpass 1. Ordnung mit einem Operationsverstärker dargestellt. Seine Übertragungsfunktion (s = σ + j·ω) ist gegeben als:
{\displaystyle H(s)={\frac {sRC-1}{sRC+1}}}
mit einem Pol bei −1/RC und einer Nullstelle bei 1/RC. Der Phasengang als Funktion der Kreisfrequenz ω mit σ = 0 weist bei dieser Schaltung folgenden Verlauf auf:
{\displaystyle \angle H(j\omega )=\pi -2\arctan(\omega RC)}
Die Schaltung eines Allpasses 2. Ordnung stellt eine mögliche Realisierungsform mit einem Operationsverstärker dar und weist als Unterschied ein geändertes Rückkopplungsnetzwerk auf.

Aktive analoge Allpässe
Filter 1. Ordnung
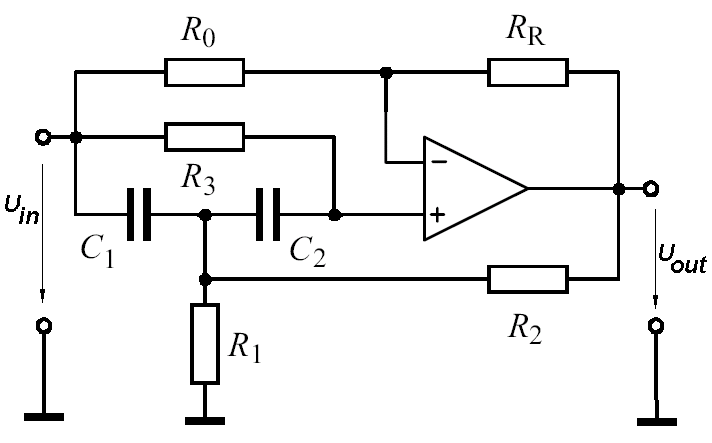
Filter 2. Ordnung

Ein Vorteil der Realisierung mittels Operationsverstärkern besteht darin, dass in der Schaltung keine Spulen eingesetzt werden.

### Passive analoge Implementierung
Passive Allpassfilter können auf verschiedene Arten realisiert werden. Beispielsweise kann die Realisierung in einer Gitterform (engl. Lattice) erfolgen oder als eine T-Schaltung. Der passive T-Allpass wurde unter anderem bei Festnetzanschlüssen zur Kompensation von Phasenverzerrungen zwischen Vermittlungsstelle und Endteilnehmeranschluss eingesetzt.

Passive analoge Allpässe
Lattice-Schaltung bzw. Boucherot-Brücke Filter 2. Ordnung
T-Schaltung Filter 2. Ordnung

### Zeitdiskrete Implementierung
Die diskrete Übertragungsfunktion H(z) für einen Allpassfilter 1. Ordnung mit einer komplex konjugierten Pol-Nullstelle bei a weist folgende Form auf:
{\displaystyle H(z)={\frac {z^{-1}-a^{*}}{1-az^{-1}}}}